# (30184) Okasinski
(30184) Okasinski est un astéroïde de la ceinture principale.

## Description
(30184) Okasinski est un astéroïde de la ceinture principale. Il fut découvert le 6 avril 2000 à Socorro (Nouveau-Mexique) par le projet LINEAR. Il présente une orbite caractérisée par un demi-grand axe de 2,38 UA, une excentricité de 0,12 et une inclinaison de 6,7° par rapport à l'écliptique.

## Compléments